# ラウリン酸
ラウリン酸（ラウリンさん、英語: lauric acid）は炭素数12の飽和脂肪酸である。IUPAC系統名は ドデカン酸 (dodecanoic acid) である。ココナッツオイルやヤシ油に含まれる主な酸で、抗菌活性を持つと考えられている。

## 概要
粘膜組織をわずかに刺激するものの毒性は非常に低いため、石鹸やシャンプーに多く用いられる。ラウリン酸ナトリウムはこの化合物の最も一般的な誘導体であり、上記の目的にはこれが用いられる。非極性の炭化水素鎖と極性のカルボン酸部位を持つので、水などの極性溶媒と油の両方に対して相互作用でき、界面活性剤として水を油に溶かすことができる。シャンプーが髪や頭皮から油を落とすことができるのはこのためである。
ラウリン酸は安価で保存性に優れ、また、無毒であり取り扱いやすいことから、凝固点降下の理科実験によく用いられる。室温では固体だが沸騰する湯で簡単に融かすことができるので、様々な溶質を溶かし、分子量を決定するのに使うことができる。
還元すると 1-ドデカノールを与える。
ヒトの皮膚において様々な抗菌作用が働いている。

## 存在
ラウリン酸は次の食品内に多く存在している。
- ココナッツオイル
- パーム油

この内、アブラヤシの種子から取るパーム油は界面活性剤、洗剤、石鹸などを製造するための工業原料として利用されている。
その他には、人乳やバターなどがある。
また、花王は、ラウリン酸を最大10数％まで蓄積するシンビオディニウム属（Symbiodinium Sp.）の渦鞭毛藻を発見し、グリセリン、窒素、リンなどを与えて培養することでバイオマス資源として利用するための基礎研究を行っている。